# Paràsits (pel·lícula de 2019)
Paràsits (coreà: 기생충; hanja: 寄生蟲; romanització revisada del coreà: Gisaengchung, McCune-Reischauer Kisaengch'ung, AFI /ɡ̊i.sʰɛ̝ŋ.t͡ɕʰuŋ/, literalment "helmint" o "cuc paràsit") és una pel·lícula sud-coreana de 2019 pertanyent al gènere thriller i de l'humor negre i dirigida pel cineasta Bong Joon-ho, que també n'és el coguionista, juntament amb Han Jin-won. La pel·lícula compta amb un repartiment format per coneguts actors com Song Kang-ho, Lee Sun-kyun, Cho Yeo-jeong, Choi Woo-shik i Park So-dam, i relata la configuració d'un arguciós estratagema per part dels membres d'una família pobra per tal d'esdevenir empleats d'una família molt opulenta, tot fent-se passar per empleats altament qualificats i amagant el seu vincle familiar. S'ha doblat i subtitulat al català.
La pel·lícula fou estrenada el 21 de maig de 2019 al Festival Internacional de Cinema de Canes, i es va convertir en la primera pel·lícula sud-coreana en obtenir la Palma d'or i en ser proclamada guanyadora per unanimitat per part del jurat, també per primer cop després de 2013 amb La vida d'Adèle. Fou seleccionada per Corea del Sud com la representant dels Premis Oscar a la categoria de  millor pel·lícula de parla no anglesa de 2019. Es tractava de la segona selecció de Bong pels Premis Oscar, després de la pel·lícula Mother (2009). Va aconseguir quatre Oscars (millor pel·lícula, millor director, millor guió original i millor pel·lícula de parla no anglesa) i fou considerada la triomfadora de l'edició de 2019.
A Corea del Sud fou estrenada el 30 de maig de 2019. Va rebre una gran acceptació per part de la crítica i va recaptar 123 milions de dòlars a tot el món, esdevenint el llançament amb més recaptació del director sud-coreà. Actualment, Parasite ocupa el lloc 19è a la llista de pel·lícules nacionals amb major recaptació de la història del cinema sud-coreà. Fou elegida per la revista Time com una de les millors deu pel·lícules del 2019.

## Sinopsi
La família Kim és pobra i tant el marit Ki-taek com la seua esposa Chung-sook estan a l'atur. Només aconseguixen trobar treballs esporàdics. Un dia, el fill Ki-woo aconsegueix fer-se recomanar com a professor d'anglès per donar classes privades a casa dels Park, una família molt rica i amb unes condicions de vida totalment oposades a les de la família Kim. S'inicia així una interrelació entre les dues famílies, basada en la mentida i l'engany, que acabarà tenint unes conseqüències imprevisibles i nocives per a ambdues famílies.

## Repartiment
| Actor/Actriu   | Paper               |
| -------------- | ------------------- |
| Família Kim    |                     |
| Song Kang-ho   | Ki-taek, el pare    |
| Jang Hye-jin   | Chung-sook, la mare |
| Choi Woo-sik   | Ki-woo, el fill     |
| Park So-dam    | Ki-jung, la filla   |
| Família Park   |                     |
| Lee Sun-kyun   | Dong-ik, el pare    |
| Cho Yeo-jeong  | Yeon-gyo, la mare   |
| Jung Ziso      | Da-hye, la filla    |
| Jung Hyeon-jun | Da-song, el fill    |

## Guardons
| Any  | Premi                        | Categoria                             | Nom(s)                     | Resultat   | Ref   |
| ---- | ---------------------------- | ------------------------------------- | -------------------------- | ---------- | ----- |
| 2019 | Festival de Cinema de Cannes | Palma d'or                            | Bong Joon-ho               | Guanyadora |       |
| 2019 | Festival de Cinema de Sídney | Millor pel·lícula                     | Paràsits                   | Guanyadora |       |
| 2020 | Oscar                        | Millor pel·lícula                     | Paràsits                   | Guanyadora | [ 7 ] |
| 2020 | Oscar                        | Millor pel·lícula de parla no anglesa | Paràsits                   | Guanyadora | [ 7 ] |
| 2020 | Oscar                        | Millor director                       | Bong Joon-ho               | Guanyadora | [ 7 ] |
| 2020 | Oscar                        | Millor guió original                  | Bong Joon-ho i Han Jin-won | Guanyadora | [ 7 ] |